# Cueva de los Aviones
Cueva de los Aviones är en grotta i Spanien.   Den ligger i Cartagena, i provinsen Murcia och regionen Murcia, i den sydöstra delen av landet, 400 km sydost om huvudstaden Madrid.
Grottan, som tidigare var känd för att ha varit bebodd av Neandertalare, blev världsberömd 2010, när musselskal hittades, med färgpigment som har daterats till omkring 115 000 år sedan.
Objekten från Los Aviones är de äldsta personliga prydnadsföremål som hittills är kända i världen och bör, baserat på åldersbestämningen, tillskrivas Neandertalare. De föregår alla liknande föremål som är kända på den afrikanska kontinenten med en marginal på mellan 20 000 och 40 000 år.
De vidhäftade pigmenten är orange, svart och rött. Upptäckten av pigment tolkades som ett bevis på att skalen hade använts på ett "estetiskt och förmodligen symboliskt" sätt.
Terrängen runt Cueva de los Aviones är kuperad åt sydost, men norrut är den platt. Havet är nära Cueva de los Aviones söderut.